# Rudno (Petite-Pologne)
Pour les articles homonymes, voir Rudno.
Rudno est un village de Pologne, située dans le sud du pays, dans la voïvodie de Petite-Pologne. Il fait partie de la gmina de Krzeszowice, dans le powiat de Cracovie.